# Ostřice štíhlá
Ostřice štíhlá (Carex acuta, syn. Carex gracilis) je druh jednoděložné rostliny z čeledi šáchorovité (Cyperaceae). Někdy je udávána pod jménem ostřice řízná.

## Popis
Jedná se o rostlinu dosahující výšky nejčastěji 60-140 cm, vzácněji jen 30 cm. Je vytrvalá a netrsnatá nebo nevýrazně trsnatá. Listy jsou střídavé, přisedlé, s listovými pochvami. Lodyha je ostře trojhranná, stejně dlouhá nebo kratší než listy. Čepele jsou asi 3-9 mm široké, žlábkovité a zvláště za sucha podvinuté. Bazální pochvy jsou nejčastěji hnědé, nerozpadavé. Ostřice štíhlá patří mezi různoklasé ostřice, nahoře jsou klásky čistě samčí, dole čistě samičí. Samčích klásků bývá nejčastěji 2-4, vzácně 1, samičích 2-5. Dolní listen je většinou delší než květenství. Podobná ostřice vyvýšená má dolní listen vždy kratší než květenství, ostřice Buekova kratší až stejně dlouhý jak květenství. Okvětí chybí. V samčích květech jsou zpravidla 3 tyčinky. Čnělky jsou většinou 2. Podobná ostřice ostrá má čnělky většinou 3. Plodem je mošnička, která je 3,5-5 mm dlouhá, elipsoidní, žilnatá, žlutě až šedě zelená, na vrcholu zúžená do velmi krátkého nerozeklaného zobánku. Každá mošnička je podepřená plevou, která je za zralosti černohnědá se zeleným kýlem. Kvete nejčastěji v květnu až v červnu. Počet chromozómů: 2n=72-85.

## Rozšíření
Ostřice štíhlá roste v Evropě a v západní Asii, dále na východ v Asii roste blízce příbuzný druh Carex appendiculata. Mapka rozšíření viz zde: .

## Rozšíření v Česku
V ČR roste celkem hojně od nížin do podhůří. Nejčastěji ji najdeme na vlhkých loukách, v mokřadech a na březích vod, často vytváří monodominantní porosty. Jedná se o variabilní druh. Kromě nominátní subspecie je z ČR známa ještě Carex acuta subsp. intermedia Čelak., která je celkově drobnější a je to takový přechodný typ k příbuznému druhu ostřice obecná (Carex nigra).

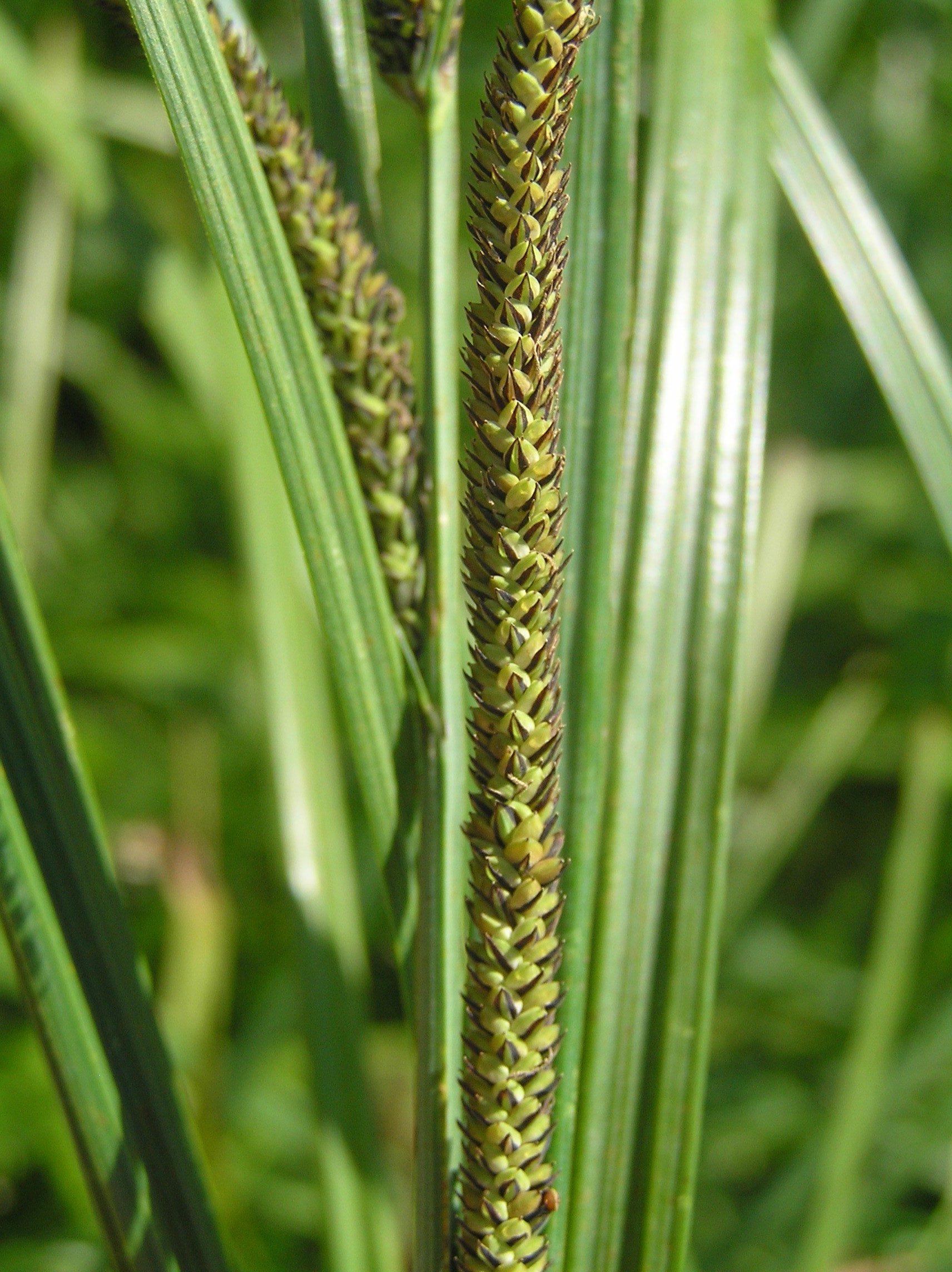
detail samičího klásku